# Dragovisjtitsa (distrikt i Bulgarien, Oblast Sofija)
Dragovisjtitsa (bulgariska: Драговищица) är ett distrikt i Bulgarien.   Det ligger i kommunen obsjtina Kostinbrod och regionen Sofijska oblast, i den västra delen av landet, 17 km norr om huvudstaden Sofia.
Trakten runt Dragovisjtitsa består till största delen av jordbruksmark. Runt Dragovisjtitsa är det tätbefolkat, med 849 invånare per kvadratkilometer.